# Volupté (Sainte-Beuve)
Pour les articles homonymes, voir Volupté.
Volupté est un roman de Charles-Augustin Sainte-Beuve, publié en 1834. L'ouvrage se veut à la fois un roman philosophique et d'analyse.

## Réception
À sa publication, Jules Michelet et George Sand reçoivent chaleureusement l’œuvre.

« Je ne crois pas qu'aucune lecture m'ait émue autant que celle-là. Si je me laissais aller à mes émotions et à mes sympathies, je vous dirais que Volupté est une oeuvre parfaite. À en juger sévèrement et froidement, je crois pouvoir encore vous dire que c'est le plus beau roman qui existe dans notre littérature nouvelle. »

— George Sand

« Votre livre, mon cher ami, est de ceux qu'il faut savourer goutte à goutte. J'y trouve un monde de sentiments et de pensées. Si j'en juge par ce que j'ai déjà lu, vous avez fait la psychologie morale de notre époque. Je vous le prédis hardiment : Ceci durera. »

— Jules Michelet
Ce roman provoqua chez Honoré de Balzac la volonté d'en faire un meilleur roman, Le Lys dans la vallée.

## Éditions modernes
- Sainte-Beuve, Volupté, Paris, Éditions Flammarion, 1er janvier 1969, 380 p. (ISBN 9782080702043)
- Sainte-Beuve (préf. André Guyaux), Volupté, Éditions Gallimard, 1er janvier 2011, 582 p. (ISBN 978-2-07-037755-8, EAN 9782070377558)